# Konfrontationen
Konfrontationen er en dansk kortfilm fra 2013 med instruktion og manuskript af Mathias Broe.

## Handling
Filmen handler om instruktørens fiktive konfrontation med sin far, der har alkoholproblemer.